# Veľké Vozokany
Veľké Vozokany jsou obec na Slovensku v okrese Zlaté Moravce v Nitranském kraji. Žije v ní 426 obyvatel.

## Historie

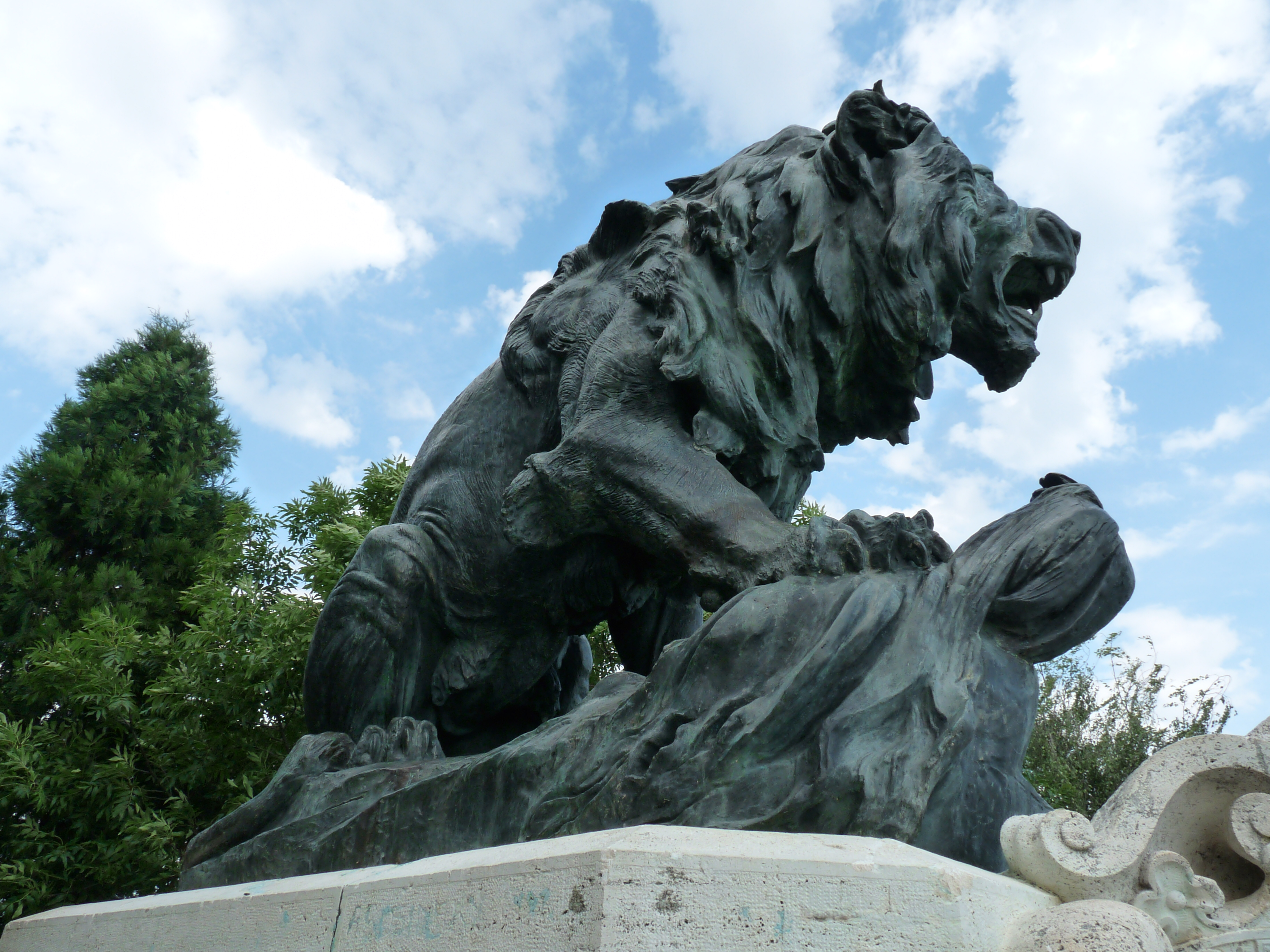
Památník vítězství nad Turky

Oblast byla osídlena již v neolitu, což dokládají archeologické nálezy. První písemná zmínka o Velkých Vozokanech pochází z roku 1209. Vesnice patřila opatství v Hronském Beňadiku, v roce 1228 část nitranskému biskupství, později ve 13. století Hunt-Poznanovcům a Marótiovcům. V roce 1652 se v katastru obce v lokalitě Lech u Starého háje odehrála bitva u Veľkých Vozokan, v níž zvítězila uherská armáda tvořená zejména slovenskými rolníky pod velením Adama Forgáče nad Turky, což přispělo k potlačení tureckého vlivu na území Slovenska. V bitvě byli zabiti čtyři bratři ze šlechtického rodu Esterházyů, kteří byli pohřbeni v kryptě univerzitního kostela v Trnavě. Na památku vítězství byl v roce 1734 vztyčen pětimetrový obelisk. Tento byl v roce 1896 nahrazen památníkem, který se dochoval do současnosti.

## Přírodní poměry
Leží v severozápadní části Pohronské pahorkatiny v údolí potoka Širočina. Střed obce leží v nadmořské výšce přibližně 180 metrů, katastr obce mezi 180 a 240 metry. Podklad území obce tvoří třetihorní jíly a písky, kryté spraší a hnědozemí. Většina katastru je odlesněna, lesy jsou zastoupeny zbytky akátových a dubových hájů.

## Pamětihodnosti
- římskokatolický kostel sv. Mikuláše, původně gotický, barokně upraven v roce 1742 a dále přestavěn v 19. století
- památník vítězství nad Turky z roku 1896 od V. Markupa. Na travertinovém podstavci stojí bronzová socha lva trhajícího tureckou bojovou zástavu.